# РТ200

Вагоны РТ200 стоят на путях завода на транспортировочных грузовых тележках.

РТ200 (иногда РТ-200; от русская тройка, с конструкционной скоростью 200 км/ч; заводское обозначение — 61-185) — опытная серия советских скоростных пассажирских вагонов, выпускавшихся с 1972 по 1979 годы Калининским вагоностроительным заводом. Эксплуатировались по расписанию скоростного поезда «Аврора», но к 1980-м годам были выведены из эксплуатации и исключены из вагонного парка.

## История

### Предпосылки
С 25 июня 1963 года между Москвой и Ленинградом начались регулярные рейсы поезда-экспресса № 5/6 «Аврора». Поезд состоял из обычных межобластных цельнометаллических пассажирских вагонов (ЦМВ), ведомых электровозом ЧС2. Расстояние в 650 км поезд преодолевал за 5 часов 27 минут с максимальной скоростью в 160 км/ч и маршрутной 130,4 км/ч. Параллельно в стране проводились скоростные испытания рельсового пути новых конструкций, которые уже позволяли развить скорости до 200 км/ч и даже выше. Так при испытаниях стрелочного перевода новой конструкции на станции Померанье 26 февраля 1971 года поезд из электровоза ЧС2м (от ЧС2 отличается изменением передаточного числа тягового привода) и трёх вагонов ЦМВ достиг скорости в 228 км/ч, что на то время являлось рекордом для советских поездов. Помимо этого, с середины 1960-х годов на советских железных дорогах начали внедряться новые системы диспетчерской централизации, автоблокировки и каналов связи. Теперь эксплуатацию поездов со скоростями до 200 км/ч ограничивал лишь существующий подвижной состав. Это связано с тем, что подавляющее большинство существующего в стране пассажирского вагонного парка составляли вагоны ЦМВ. Эти вагоны строились из стали и были относительно тяжелы для скоростного движения. Помимо этого, подкатываемые под них тележки КВЗ-ЦНИИ имеют конструкционную скорость 160 км/ч. Для дальнейшего повышения скоростей требовались пассажирские вагоны новой конструкции.

### Постройка
Вагоны были спроектированы в 1972 году на Калининском вагоностроительном заводе при участии ряда институтов, включая МИИТ и ЛИИЖТ. В том же году были выпущены первые вагоны (первый вагон имел номер 2750), которые были отправлены для эксплуатации. Новые вагоны принципиально отличались от остальных советских пассажирских вагонов и были оборудованы по последнему слову техники. Так их кузова были выполнены из алюминиевых сплавов, а в поперечном сечении были несколько заужены в верхней части, что повышало устойчивость. Вагонные тележки ТСК-1 имели пневморессоры и были оборудованы магниторельсовым и дисковым тормозами. В салоне применено люминесцентное освещение и установлены кондиционеры. В дальнейшем к 1978 году были построены остальные вагоны. Всего было изготовлено 8 пассажирских вагонов и 1 вагон-ресторан, а в 1979 году был построен вагон-электростанция, который имел такие же тележки и очертания кузова, как и у остальных вагонов серии. То есть всего произведено 10 вагонов. Специально под эти вагоны в Чехословакии были заказаны специальные скоростные электровозы — будущие ЧС200.

### Испытания и эксплуатация

Салон вагонов РТ200

Первые испытания вагона РТ200 проводились в июне—августе 1973 года и проводились электровозом ЧС2м с участием двух вагонов прикрытия, в «роли» которых были ЦМВ. На участке Тосно — Чудово скорость в опытных поездках достигала 210 км/ч. 10 сентября 1973 года были проведены первые испытания семивагонного поезда, а 18 сентября «Русская Тройка» совершила опытный рейс из Ленинграда в Москву. С середины 1970-х вагоны РТ200 уже совершали опытные поездки с электровозами ЧС200, а 26 июня 1976 года ведомый этим электровозом состав «Русской Тройки» достиг скорости 220 км/ч.
8 июля 1975 года поезд из вагонов РТ200 совершил свой первый регулярный рейс с пассажирами. Официального названия поезд не имел и шёл по графику поезда № 5 «Аврора». В 13:00 он отправился от Московского вокзала в Ленинграде и в 18:43 прибыл на Ленинградский вокзал в Москве. В дальнейшем вплоть до 1976 года поезд «Русская Тройка» совершал рейсы через день. Водил его поначалу электровоз ЧС2Т. Поезд состоял из 7 пассажирских вагонов и одного вагона-электростанции для централизованного электроснабжения вагонов без подвагонных генераторов (последняя была от «Авроры»). После 1976 года вагоны РТ200 больше с пассажирами не эксплуатировались. Кстати, для сравнения, первый скоростной электропоезд ЭР200 был построен в 1973 году, а его регулярная эксплуатация началась лишь 1 марта 1984 года.
10 апреля 1980 года состоялся последний из известных рейсов «Русской Тройки», в ходе которого проводилось исследование работы вагона-электростанции (был построен за год до этого). Состав шёл без пассажиров и был сцеплен с обычным поездом «Аврора».

### Дальнейшая судьба вагонов
К концу 1980-х годов 9 из 12 вагонов были списаны и разобраны на металлолом. Оставшиеся 3 были переданы в Ленинград на Варшавский, Финляндский вокзалы и станцию Сестрорецк, где из них сделали видеосалоны, а позже использовались для различных хозяйственных нужд. В настоящее время вагоны хоть и не используются, но числятся на учёте музея железнодорожного транспорта на Варшавском вокзале.